# موج (فیلم ۲۰۱۵)
موج (به انگلیسی: The Wave) فیلمی درام و مصیبت‌بار نروژی، محصول سال ۲۰۱۵ و به کارگردانی رور اوثاگ است. در این فیلم بازیگرانی همچون کریستوفر یونر، توماس بو لارسن، فریتیوف سوهایم، آنه دال تورپ ایفای نقش کرده‌اند.

## خلاصه داستان
داستان فیلم درباره یک زمین شناس است که وظیفه پایش تغییرات حرکتی یک صخره سنگی بسیار بزرگ و غیر قابل مهار را به عهده دارد؛
بنابر پیش‌ بینی کارشناسان در صورت سقوط این صخره بزرگ یک سونامی ویرانگر هشتاد متری در مقیاس محلی ایجاد خواهد کرد.